# فيتز هيو لودلو
فيتز هيو لودلو (بالإنجليزية: Fitz Hugh Ludlow)‏ هو كاتب ومؤلف أمريكي، ولد في 11 سبتمبر 1836 في نيويورك في الولايات المتحدة، وتوفي في 12 سبتمبر 1870.